# BBC One
Би-Би-Си ван (енгл. BBC One) најзначајнији је телевизијски канал Британске радио-телевизије (Би-Би-Си) у Уједињеном Краљевству, Острву Мен и Каналским острвима. Основан је 2. новембра 1936. као Би-Би-Си телевизијска услуга, и био је прва светска регуларна телевизијска услуга са високим нивоом резолуције слике. Име је промењено у Би-Би-Си ТВ 1960, које је остало док није основан сестрински канал Би-Би-Си2 1964, када је Би-Би-Си ТВ канал постао познат као Би-Би-Си1, а садашњи назив је усвојен 1997.
Годишњи буџет канала за 2012—13 је износио 1,14 милијарди £. Канал је финасиран преко наплате за телевизијску лиценцу заједно са другим домаћим телевизијским станицама, и због тога приказује непрекидан програм без комерцијалног оглашавања. Тренутно је најгледанији телевизијски канал у Уједињеном Краљевству, испред свог традиционалног ривала у гледаности, Ај-Ти-Ви-ја.
Од јуна 2013 управљач канала Би-Би-Си ван је Шарлот Мур, која је наследила Денија Коена у почетку као вршилац дужности управљача од маја 2013.

## Историја

### Ране године (до 1939)
Берд телевизија лтд. направила је прво британско телевизијско емитовање, 30. септембра 1929, из свог студија у Лонг Екеру, у Лондону, преко Би-Би-Си-јевог лондонског трансмитера, користећи електромеханички систем којег је осмислио Џон Логи Берд. Систем је користио слику која је скенирана вертикално од 30 линија — управо довољну резолицију за приказ једне особе изблиза, и са протоком довољно ниским да би се користили већ постојећи радио трансмитери. Истовремено преношење звука и слике је постигнуто 30. марта 1930, коришћењем Би-Би-Си-јевог новог близаначког трансмитера код Брукманс парка. До касне 1930, 30 минута јутарњих програма приказивано је од понедељка до петка и 30 минута у поноћ уторком и петком, након што је Би-Би-Си радио престао са емитовањем. Бердова емитовања преко Би-Би-Си-ја настављена су до јуна 1932.
Би-Би-Си је отпочео свој регуларни телевизијски програм у подруму Куће за емитовање, у Лондону, 22. августа 1932. Студио се преместио у веће просторије у 16 Портланд палас, у Лондону, у фебруару 1934, и наставио је са емитовањем 30-линијских слика, произведених од телефонске линије до средње таласног трансмитера у Брукманс парку, до 11. септембра 1935, до ког времена напретци у свим електронским телевизијским системима су учинили електромеханичка приказивања застарелим.
Након серија пробних преношења и специјалних емитовања која су почела у августу, регуларна Би-Би-Си-јева телевизијска емитовања званично су настављена 1. октобра 1936, са преобраћеног крила Александра палате у Лондону, који је био домаћин за два студија, разним декоративним продавницама, просторијама за шминку, собама за пресвлачење, канцеларијама и самом трансмитеру, који се тада емитовао на Ви-Ејч-Еф бенду. Би-Би-Си телевизија је у почетку користила два система, алтернативним недељама: 240-линијски Берд средњи филмски систем и 405-линијски Маркони-ЕМИ систем, који су учинили да Би-Би-Си буде први светски регуларни телевизијски сервис високе дефиниције, који се емитовао од понедељка до суботе од 15.00 до 16.00 и од 21.00 до 22.00.
Два система су коришћена на пробним основама шест месеци; рани телевизијски сетови подржавали су обе резолуције. Ипак, Бердов систем, који је користио механичку камеру за снимљени програм и Фарнсвортове камере за дисекцију слике за уживо приказивање, показали су се као превише гломазни и визуелно инфериорни, и напуштени су фебруара 1937.
У почетку, опсег станице је био званично 25 mi (40 km) (40 km) полупречника од места трансмитера код Александра палате. Ипак, преношења су могла бити прикупљена са места удаљенијег одатле, и једном приликом 1938. прикупљена су од инжењера Ер-Си-Еј-а у Њујорку, који су експериментисали са британским телевизијским сетом.